# Anomoeotes nox
Anomoeotes nox és una espècie de lepidòpter zigenoïdeu de la família dels himantoptèrids (Himantopteridae), subfamília Anomoeotinae
És una espècie endèmica de la República del Congo.